# Guerra siamesa-vietnamita (1831–1834)
La Guerra siamesa-vietnamita de 1831-1834 (en tailandés: อานามสยามยุทธ (พ.ศ. 2374 – พ.ศ. 2377), en vietnamita: Chiến tranh Việt–Xiêm (1831–1834)), conocida también como la Guerra Siamesa-Camboyana de 1831–1834, fue desencadenada por una fuerza de invasión siamesa al mando del general Bodindecha que intentaba conquistar Camboya y el sur de Vietnam. Tras un éxito inicial y la derrota del ejército jemer en la batalla de Kompong Cham en 1832, el avance siamés fue rechazado en el sur de Vietnam en 1833 por las fuerzas militares de la dinastía Nguyễn. Al estallar un levantamiento general en Camboya y Laos, los siameses se retiraron, y Vietnam quedó bajo el control de Camboya.

## Trasfondo

### Conflictos internos e interestatales en Camboya, Siam y Vietnam

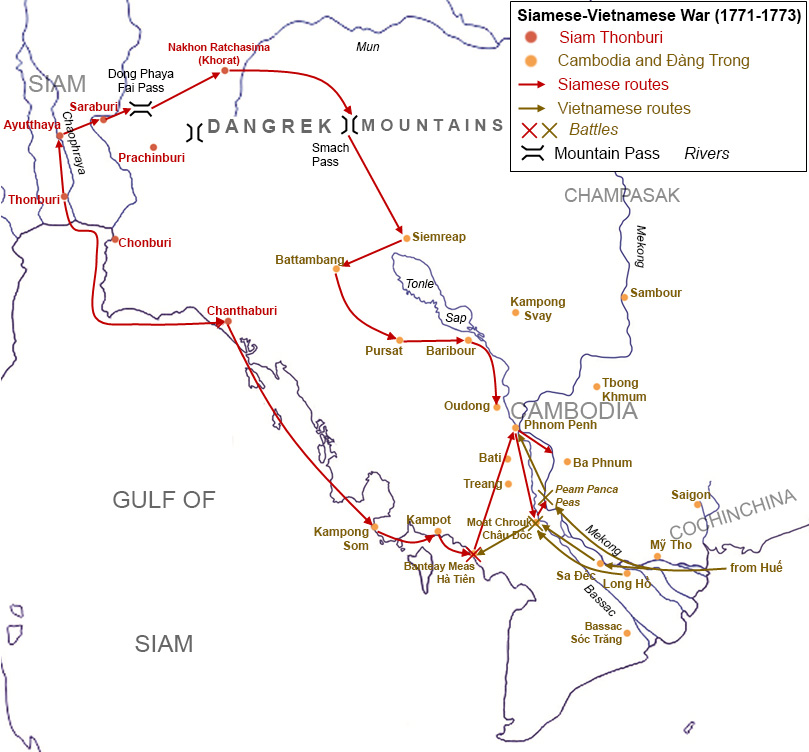
Siamese invasion of Cambodia and Hà Tiên in 1771 and Vietnamese counter-offensives in 1772.

Desde el final del Imperio jemer en el siglo XV, Camboya post-Angkor había estado más o menos bajo la agresión del vecino Reino de Ayutthaya siamés. En el siglo XVII, Vietnam, dirigido por los Señores Nguyen de Đàng Trong, se expandió hacia el sur hasta el Delta del Mekong de Cochinchina, que habían sido territorios camboyanos, en el proceso conocido como Nam tiến. Los señores Nguyen ejercieron su influencia sobre Camboya, lo que les llevó a entrar en conflicto con Siam, que también pretendía controlar Camboya. Los conflictos entre facciones dinásticas en Camboya agravaron la cuestión ya que los candidatos principescos rivales solían buscar el apoyo de Siam o Vietnam en sus pretensiones al trono camboyano. En 1771, el siamés Rey Taksin de Thonburi envió tropas para invadir Camboya en un intento de derrocar al rey provietnamita Ang Ton de Camboya e instalar a su candidato pro siamés Ang Non. La invasión siamesa no logró su objetivo ya que el Señor Nguyen Nguyễn Phúc Thuần envió fuerzas vietnamitas para repeler a los siameses de Camboya en 1772. [El levantamiento de la dinastía Tây Sơn derrocó el gobierno del señor Nguyen en Vietnam. Con la ayuda vietnamita disminuyendo, Ang Ton decidió reconciliarse con su rival Ang Non. Ang Ton abdicó en 1775 en favor de Ang Non, que se convirtió en el nuevo rey pro siamés de Camboya. Ang Ton murió poco después, en 1777. Otro giro de los acontecimientos se produjo en 1778 cuando Chauvea Tolaha Mou, el primer ministro camboyano, se rebeló contra Ang Non con el apoyo del señor nguyen Nguyễn Phúc Ánh, que luchaba al mismo tiempo contra los Tây Sơn. Nguyễn Phúc Ánh envió fuerzas vietnamitas para derrotar y matar a Ang Non en 1779. Tolaha Mou instaló Ang Eng los siete años de edad hijo de Ang Ton como su rey títere. Taksin se enfureció cuando su candidato pro siamés fue asesinado por la facción pro vietnamita. A finales de 1781, Taksin envió fuerzas siamesas al mando de Chaophraya Chakri a Camboya. Sin embargo, se produjo una rebelión en su casa de Thonburi, lo que llevó a Chakri a negociar la paz con Nguyễn Phúc Ánh para volver a pacificar la agitación política en Thonburi en 1782. Chaophraya Chakri asumió el poder y ascendió al trono como Rey Rama I del Reino de Rattanakosin, fundando la dinastía Chakri de Siam. 

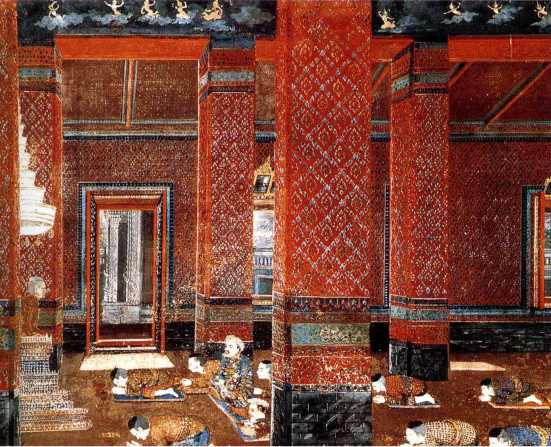
Imaginación posterior de Nguyễn Phúc Ánh refugiándose y estando en audiencia con Rey Rama I en Bangkok, pintura del Salón del Trono Amarin Winitchai en el Gran Palacio de Bangkok.

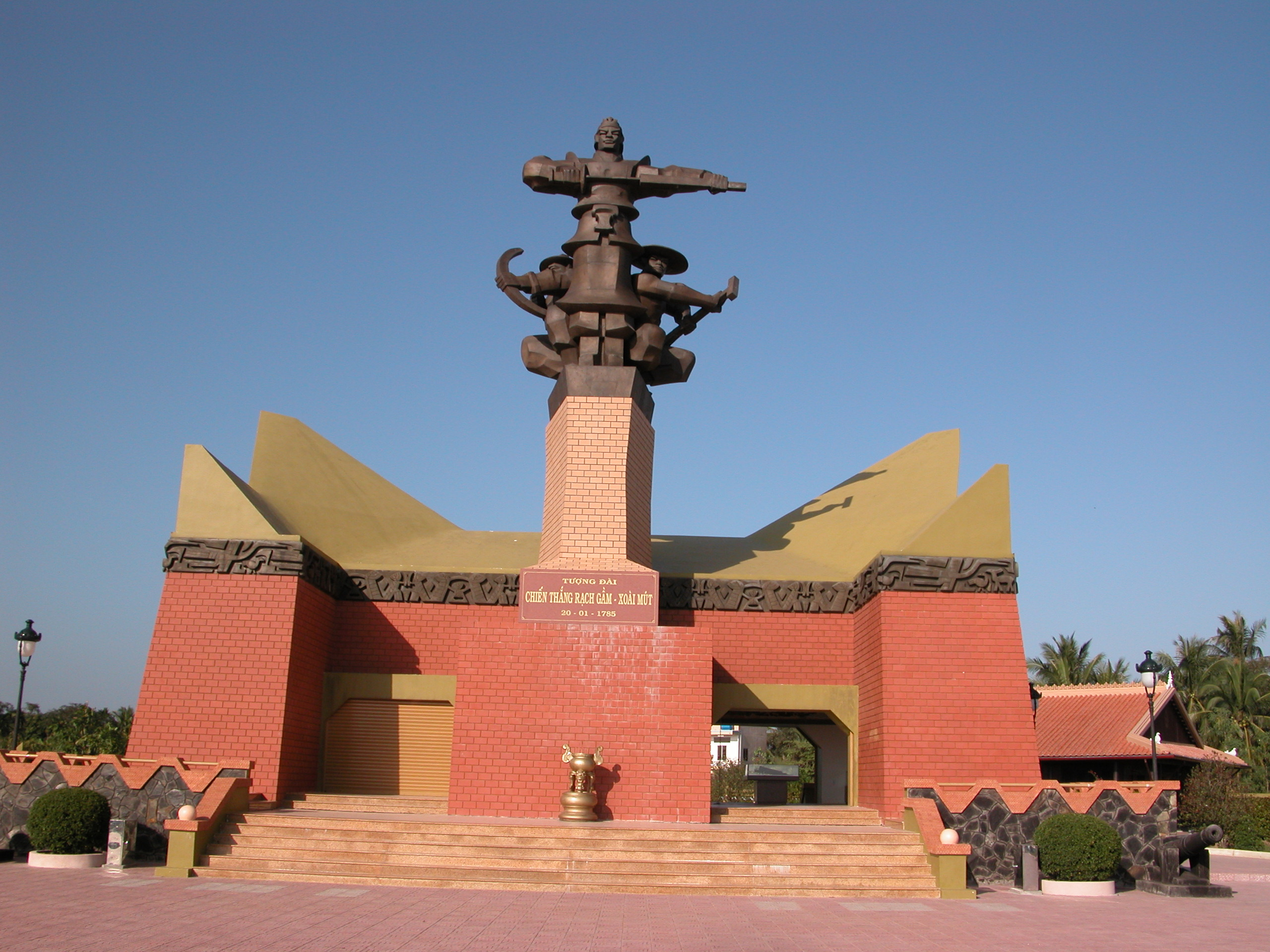
Monumento conmemorativo a la Batalla de Rạch Gầm-Xoài Mút en Châu Thành, provincia de Tiền Giang.

Nguyễn Phúc Ánh fue expulsado de su base en Saigón por los Tây Sơn en 1783, Derrotado, Nguyễn Phúc Ánh se refugió en Bangkok donde fue bien recibido por la corte siamesa, en parte debido a las precedentes negociaciones de paz en Camboya en 1782. También en 1783, Oknha Yumreach Baen, un noble camboyano pro siamés, consiguió arrebatar el poder a Tolaha Mou, pero el caos y la agitación que siguieron en Camboya obligaron a Yumreach Bean a llevar al joven rey Ang Eng a Bangkok para que estuviera bajo custodia siamesa. El rey Rama I de Siam envió la flota ribereña siamesa por el Mekong en 1784 en un esfuerzo por restaurar a Nguyễn Phúc Ánh pero fue totalmente derrotado por la armada de Tây Sơn al mando de Nguyễn Huệ en la Batalla de Rạch Gầm-Xoài Mút. El rey siamés nombró a Yumreach Baen como Chaophraya Aphaiphubet para que fuera el futuro ministro pro siamés en Camboya, aunque Camboya continuaba técnicamente bajo dominación vietnamita. En 1787, Nguyễn Phúc Ánh abandonó Bangkok para reconquistar con éxito Saigón en 1788 y recuperar su entidad política de manos de los Tây Sơn con ayuda francesa.Según las crónicas tailandesas, Nguyễn Phúc Ánh envió homenajes a Bangkok durante su estancia en Saigón. En 1789, Aphaiphubet derrotó finalmente a la facción rival provietnamita y se hizo con el control de Camboya. En 1794, el rey Rama I permitió que Ang Eng regresara a Camboya para asumir el gobierno personal pero también repartió el noroeste de Camboya, incluidos los srok de Battambang y Siemreap, para que Aphaiphubet los gobernara por separado bajo el dominio directo siamés. El rey Ang Eng de Camboya murió prematuramente en 1796 con sus cuatro hijos: Ang Chan, Ang Snguon, Ang Em y Ang Duong, fueron considerados por la corte siamesa demasiado jóvenes para gobernar. Nguyễn Phúc Ánh acabó recuperando y unificando Vietnam, proclamándose Emperador Gia Long de la dinastía Nguyen en 1802.

### Conflictos siamés-vietnamitas por Camboya en 1811-1813
En 1806, Ang Chan el hijo mayor de Ang Eng, que había estado bajo custodia en Bangkok siendo un joven príncipe camboyano, fue finalmente coronado como el nuevo rey de Camboya por el rey Rama I y se le permitió regresar a Camboya para gobernar. Sin embargo, Ang Chan creció resentido de la influencia siamesa sobre Camboya y, finalmente, se convirtió en pro-vietnamita.  En su coronación, Ang Chan también recibió el sello de estado de reconocimiento de Gia Long y correspondió con un gesto amistoso.  Cuando Chaophraya Aphiphubet Baen, el gobernador de Battambang nombrado por Siam, murió en 1809, se nombró a otro gobernador pro siamés, lo que molestó a Ang Chan, que esperaba que se le devolviera el noroeste de Camboya. Los gobernadores de Battambang nombrados por Siam serían una espina clavada para Ang Chan. Ang Chan no asistió al funeral del rey siamés Rama I en 1809 y envió en su lugar a Bangkok a sus hermanos menores, los príncipes Ang Snguon y Ang Em.  El nuevo rey siamés Rama II nombró entonces al príncipe Ang Snguon Uprayorach (virrey) y al príncipe Ang Em Ouparach (virrey adjunto), sin consultar a Chan, haciendo así que estos dos príncipes formaran una nueva facción pro siamesa en Camboya. También en 1809, la invasión birmana de Phuket y el rey Rama II pidió a Ang Chan que aportara fuerzas, ya que se esperaba que los reinos vasallos proporcionaran ayuda militar. Sin embargo, Ang Chan ignoró esta petición. Dos ministros camboyanos pro Siam, Chakrey Pen y Kralahom Muong, actuaron por su cuenta para reunir fuerzas camboyanas y enviarlas a Siam sin el consentimiento de Ang Chan. Ang Chan consideró esta acción como una sedición y ejecutó a estos dos funcionarios. La corte camboyana volvió a polarizarse en facciones siamesas y vietnamitas.
El príncipe pro-vietnamita Ang Snguon acabó rebelándose contra su hermano pro-vietnamita Ang Chan en 1811. Ang Snguon abandonó la ciudad real camboyana de Oudong para reunir a sus partidarios pro-vietnamitas en Pursat. Ang Chan solicitó ayuda militar a los vietnamitas. Nguyễn Văn Thoại fue enviado a traer flota vietnamita para tomar posición defensiva en Longvek contra los ataques siameses. La corte siamesa, a su vez, envió a Chaophraya Yommaraj Noi para dirigir un ejército de 5.000 hombresen Camboya en 1812 para apoyar a Ang Snguon. Presa del pánico, el rey Ang Chan, escoltado por Nguyễn Văn Thoại, huyó de Oudong para refugiarse en Saigón, donde fue acogido por los vietnamitas. Los príncipes Ang Em y Ang Duong, hermanos menores de Chan, optaron en cambio por unirse al bando siamés y fueron a reunirse con su hermano Ang Snguon. Yommaraj Noi, el comandante siamés, tomó el control pero se encontró con que no estaba preparado para una ocupación a largo plazo de Camboya. Yommaraj Noi destruyó e incendió las ciudades camboyanas de Oudong, Phnom Penh y regresó a Bangkok con los príncipes camboyanos Ang Snguon, Ang Em y Ang Duong. Los siameses también deportaron a miles de camboyanos al noroeste de Camboya, ocupado por Siam.
Tanto Siam como Vietnam evitaron enfrentamientos directos durante la crisis de 1811-1813. Simultáneamente mientras el ejército siamés invadía Camboya, la corte siamesa envió una misión a Gia Long en Huế en 1812, explicando que la expedición siamesa a Camboya era de buena intención para restaurar la paz mientras culpaba a Ang Chan de los problemas al mismo tiempo. Gia Long asumió pretensiones amistosas, pero en su lugar culpó a Ang Snguon. Durante su reinado, Gia Long mantuvo relaciones amistosas con Siam, pero el dilema geopolítico pronto agriaría las relaciones entre Siam y Vietnam. Camboya se acercaba a la dominación vietnamita. Siam dudaba en competir activamente con Vietnam por Camboya debido a la amenaza birmana. En 1813, Gia Long asignó a Lê Văn Duyệt, que acababa de ser nombrado gobernador de Saigón en 1812, para dirigir el ejército vietnamita de 13.000 hombres. para escoltar a Ang Chan de vuelta a Camboya con representantes siameses como testigos. Al ver las ruinas de su ciudad real quemadas por los siameses, Ang Chan lloró desconsoladamente. Lê Văn Duyệt supervisó las defensas militares en Camboya, construyendo una nueva ciudadela real para Ang Chan en Phnom Penh llamada Banteay Keav y otra ciudadela en el Lvea Aem. Ang Chan optó por residir en Phnom Penh en lugar de Oudong debido a que su posición junto al río era accesible a la protección de la armada vietnamita. Nguyễn Văn Thoại fue nombrado bảo hộ or Protector of Cambodia – technically Vietnamese representative minister in Cambodia.

### Camboya bajo dominación vietnamita: 1813-1833

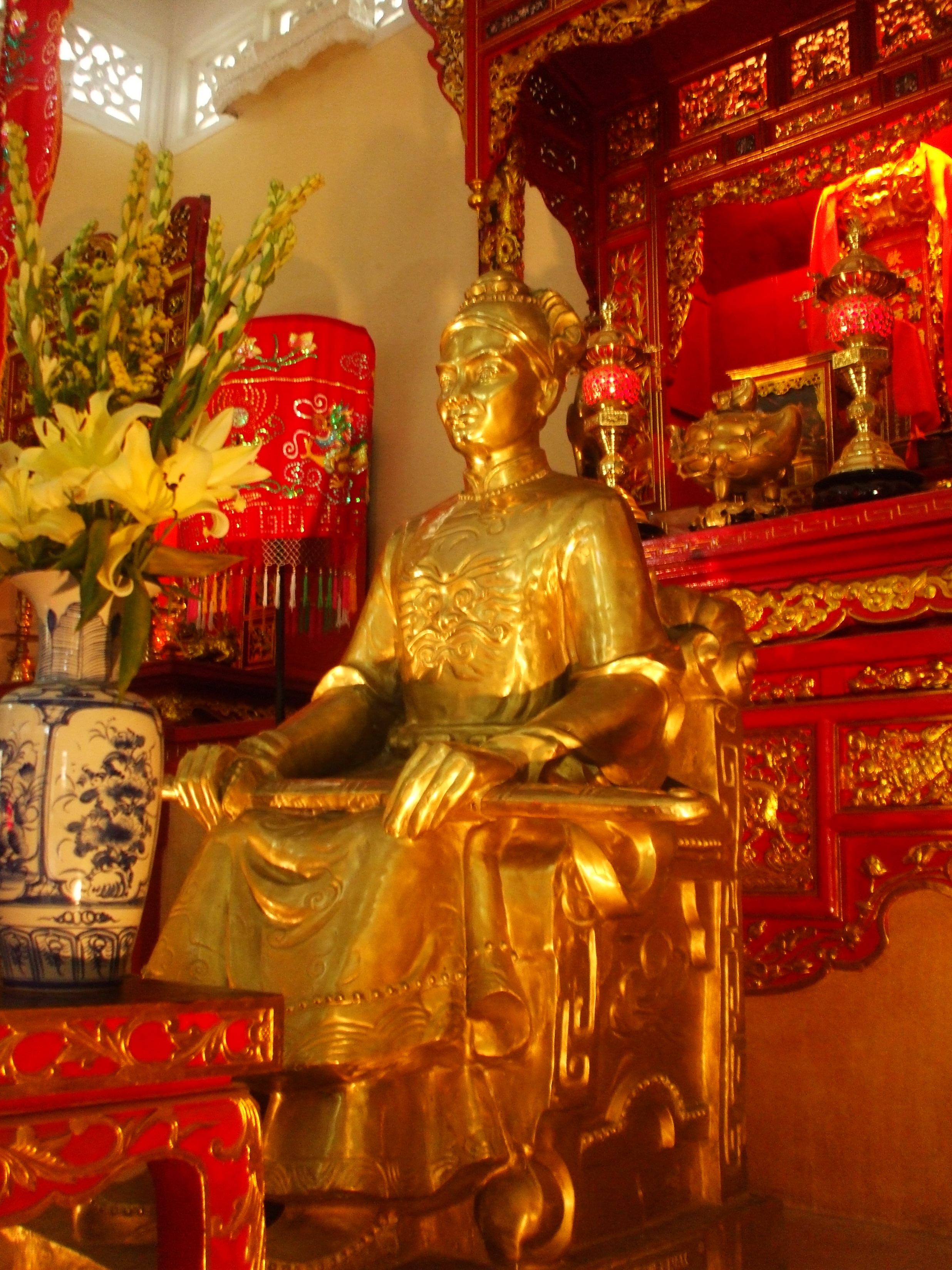
Lê Văn Duyệt fue gobernador de Saigón en 1812-1816 y 1820 hasta su muerte en 1832. Fue virrey de Cochinchina o Vietnam del Sur y mantuvo influencias sobre Camboya.

Lê Văn Duyệt (llamado Ong Ta Kun en las crónicas tailandesas y camboyanas) fue nombrado Gia Định Thành o gobernador de la ciudadela de Saigón en 1812, que actuaba como virrey de Cochinchina o Vietnam del Sur y tenía también autoridades sobre Camboya. Con el nombramiento de Nguyễn Văn Thoại como bảo hộ Chân Lạp o Protector de Camboya en 1813, Camboya se convirtió en protectorado vietnamita. Lê Văn Duyệt también construyó un santuario vietnamita para el emperador Gia Long en Chroy Changvar, la tierra frente a Phnom Penh en el río. Tas veces al mes, el rey camboyano Ang Chan, junto con sus funcionarios camboyanos, se vestía con trajes vietnamitas y rendía culto a Nguyễn Hữu Cảnh (un comandante vietnamita que conquistó Camboya en 1700). en el santuario. En 1815, por sugerencia de Nguyễn Văn Thoại, Ang Chan envió fuerzas camboyanas dirigidas por Samdech Chauponhea Tey para atacar Battambang y recuperar el noroeste de Camboya de manos de Siam. Sin embargo, Samdech Tey fue repelido por Ros, el gobernador pro siamés de Battambang, hijo de Aphaiphubet Baen. Este incidente provocó otra ronda de crisis diplomática siamés-vietnamita, ya que Bangkok acusó a Nguyễn Văn Thoại de instigar este ataque. Samdech Tey se convirtió en el chivo expiatorio ya que Vietnam echó la culpa a sus acciones beligerantes y puso a Samdech Tey bajo investigación pretensiva para complacer a Siam.

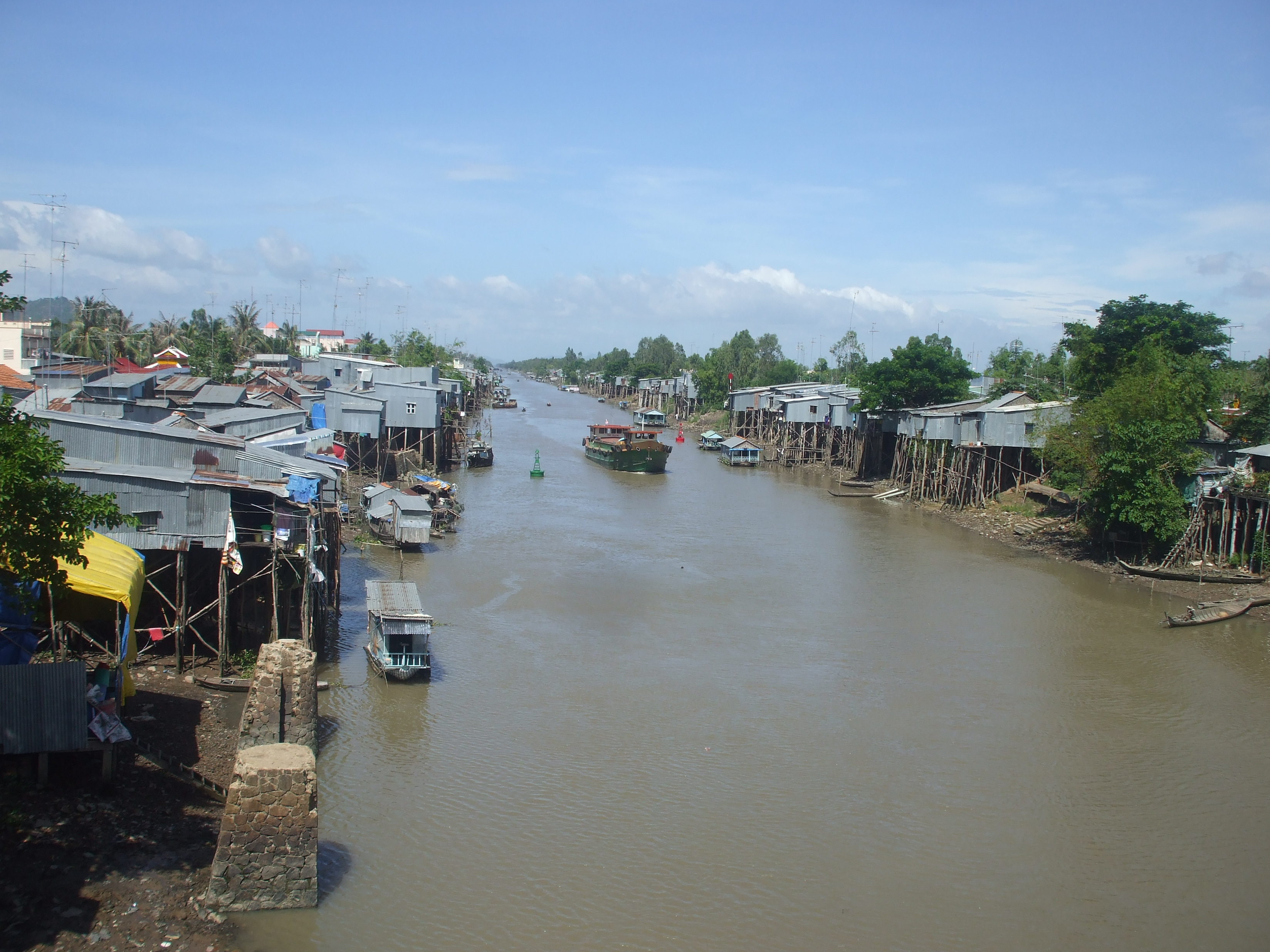
El canal Vĩnh Tế, en Châu Đốc, provincia de An Giang

En 1819, Gia Long ideó el proyecto de construcción del Vĩnh Tế canal que conectaría Châu Đốc con Hà Tiên. Nguyễn Văn Thoại se puso al frente del proyecto con la dedicada participación del rey Ang Chan de Camboya, mientras los camboyanos eran reclutados para realizar trabajos en el canal supervisados por los vietnamitas. Los supervisores vietnamitas trataron con dureza a los trabajadores camboyanos, que estaban sometidos a condiciones de trabajo precarias.. En 1820, los trabajadores camboyanos se alzaron contra Vietnam liderados por Snang Ke. La rebelión de Snang Ke fue pronto aplastada por Vietnam. Gia Long murió a principios de 1820, siendo sucedido por su hijo Minh Mạng. Minh Mạng mantuvo inicialmente una actitud neutral hacia Siam y también adoptó una actitud cautelosa sobre su poderoso mandarín Lê Văn Duyệt, que fue nombrado gobernador de Saigón por segunda vez, ese mismo año. También en 1820, un monje budista camboyano también llamado Ke se declaró Neak Sel o hombre santo y se rebeló contra Vietnam. Neak Sel Ke fue finalmente derrotado por Lê Văn Duyệt. Siam se tomó la construcción del canal de Vĩnh Tế con gran alarma, ya que sospechaba que el canal facilitaría el movimiento de las flotas vietnamitas hacia el Golfo de Siam, amenazando directamente a Bangkok. En respuesta, el rey Rama II ordenó entonces a su hijo Príncipe Chetsadabodin que supervisara la construcción del fuerte Phisuea Samut o Samut Prakarn en 1822 para defenderse de una posible incursión marítima vietnamita.

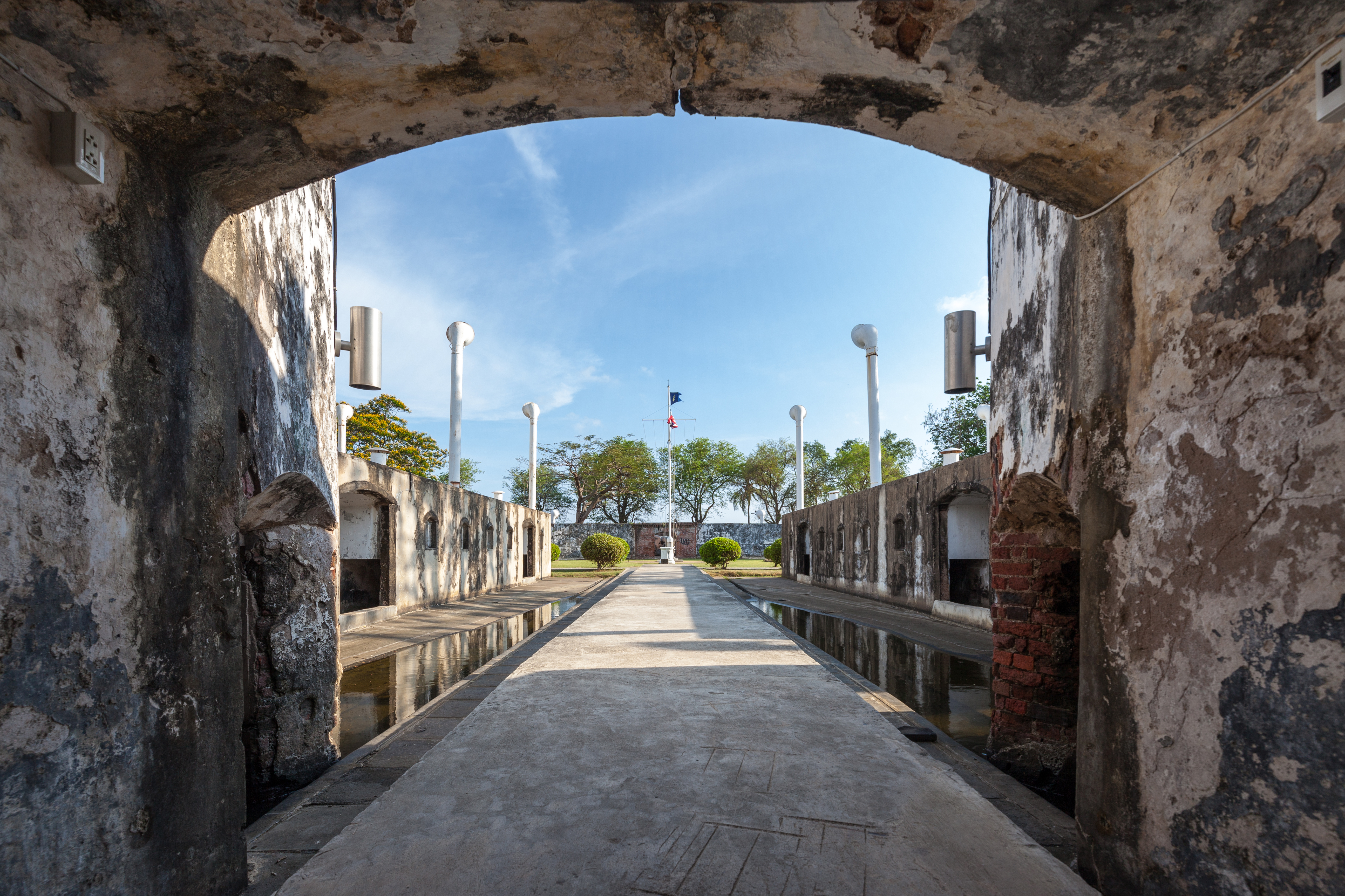
El fuerte de Phisuea Samut, en el moderno Phra Samut Chedi, fue construido en 1822, en respuesta a la construcción vietnamita del canal de Vĩnh Tế, como protección contra posibles ataques vietnamitas desde el golfo de Siam

 Los príncipes pro-siameses Ang Snguon, Ang Em y Ang Duong, medio hermanos de Ang Chan, residían en Wang Chao Khamen o barrios camboyanos de Bangkok establecidos desde los tiempos de Ang Eng. Ang Snguon murió en 1822, dejando a Ang Em y Ang Duong como candidatos vivos pro siameses. Neak Neang Tep, hija de Chaophraya Aphaiphubet Baen, gobernador de Battambang nombrado por Siam y fallecido en 1809, fue una de las consortes del rey Ang Chan y le dio una hija llamada princesa Ang Pen. Neak Neang Tep y su hermano Preah Angkeo Ma representaban la facción pro siamesa que quedaba en la corte camboyana. En 1829, Ang Chan envió a Preah Angkeo Ma a entregar tributos a Siam, un gesto puramente simbólico para mantener a raya la agresión siamesa. Sin embargo, Angkeo Ma entregó en secreto una carta a King Rama III o rey Nangklao de Siam, en la que instaba al rey siamés a atacar Camboya para derribar la influencia vietnamita. Siam seguía sin responder, pero la maniobra confidencial de Angkeo Ma quedó al descubierto ante los vietnamitas. Los vietnamitas ordenaron el arresto de Angkeo Ma pero éste huyó a Siam. También en 1832, Oknha Surkealok Kas, el chauvay srok o gobernador de Pursat, que era pro vietnamita, se rebeló contra Ang Chan y huyó a Siam con la mayoría de la población camboyana en Pursat.

### La rebelión Lao de Anouvong
En el siglo XVIII, el Reino de Lanxang laosiano se fragmentó en tres reinos separados: Luang Prabang, Vientián y Champasak, con Muang Phuan, otra entidad política, bajo control vietnamita periódico. En 1778-1779, los ejércitos invasores siameses conquistaron los tres reinos laosianos para convertirlos en estados tributarios bajo la dominación siamesa. La familia real de Vientián, incluido el joven príncipe Anouvong, fue llevada a Bangkok como rehén. Anouvong creció en la corte siamesa y se le permitió regresar a Vientián como príncipe en 1795, convirtiéndose él mismo en rey de Vientián en 1805. El príncipe Anouvong tomó Muang Phuan por la fuerza en 1799, obligando al gobernante de Muang Phuan a aceptar la autoridad de Vientián pero, gracias a los arreglos de Gia Long en 1802, Muang Phuan fue entregada a Luang Prabang. Sin embargo, Anouvong intentó de nuevo destronar a Chao Noy, gobernante de Muang Phuan, casado con una pariente femenina de Anouvong. Chao Noy acabó aceptando la autoridad de Anouvong pero, al mismo tiempo, suplicó la ayuda vietnamita y guardaba rencor a Anouvong.. 
En 1824, murió el rey Rama II de Siam y Anouvong viajó a Bangkok para asistir al funeral real, pero se enfrentó a un trato despectivo. También en 1824, la corte siamesa ordenó el Sak Lek o tatuaje de reclutamiento en Laos, una política sin precedentes que oprimió al pueblo laosiano y desoyó a las autoridades de Anouvong. Dada la impresión errónea de que los británicos atacarían Bangkok, Anouvong aprovechó esta falsa oportunidad para hacer marchar a sus ejércitos laosianos en 1826-1827 para detener a los Sak Lek y amenazar Bangkok, apoderándose de Nakhon Ratchasima y Saraburi. Sin embargo, Anouvong fue rechazado por las fuerzas contraofensivas siamesas. Ante la inminente derrota, Anouvong huyó de Vientián a la provincia vietnamita de Nghệ An, buscando la protección de Vietnam. Lê Văn Duyệt sugirió represalias beligerantes contra Siam, pero Minh Mạng prefirió medios pacíficos. Minh Mạng envió a Phan Văn Thúy para escoltar a Anouvong de vuelta a Vientián en 1828 para negociar con los funcionarios siameses allí. Según las crónicas tailandesas, el enviado vietnamita habló: "Siam es como el padre. Vietnam es como la madre. Cuando el padre se enfada por el hijo. La madre debe traer al niño para disculparse". Sin embargo, Anouvong se levantó inesperadamente y mató a los desprevenidos funcionarios siameses en Vientián. Con la situación fuera de control, Minh Mạng envió otra misión vietnamita a Nakhon Phanom para proponer términos de paz. Sin embargo, Chaophraya Ratchasuphawadi (más tarde Chaophraya Bodindecha), el comandante siamés, estaba convencido de que Vietnam estaba detrás de esta emboscada mortal a los siameses en Vientián. Ratchasuphawadi ordenó la masacre de los enviados vietnamitas en Nakhon Phanom. Conmocionado, Minh Mạng envió una misión a Bangkok en 1829 para exigir justicia por el incidente, pero Bangkok no cooperó.

#### Anexión vietnamita de Muang Phuan
Cuando los ejércitos siameses invadieron Laos en busca de Anouvong, Chao Noy, el gobernante de Muang Phuan, solicitó la protección vietnamita. Minh Mạng estaba dispuesto a anexionar Muang Phuan al dominio vietnamita transformando Muang Phuan en la provincia de Trấn Ninh (鎮寧). Cuando Anouvong fue derrotado de nuevo en 1828 y huyó a la Xiangkhouang, Chao Noy el gobernante de Muang Phuan, un antiguo vasallo de Anouvong que más tarde se convirtió en vasallo de Vietnam, reveló el paradero de Anouvong a Bodindecha, lo que condujo a la captura de Anouvong. Anouvong fue finalmente capturado y enjaulado, transportado como prisionero a Bangkok en 1828. En Bangkok, Anouvong y su familia fueron sometidos a torturas y humillaciones públicas. Anouvong murió a principios de 1829. El reino de Vientián se disolvió y la ciudad real fue destruida e incendiada en su mayor parte. Minh Mạng sent Tạ Quang Cự para ocupar Muang Phuan y ayudar a Chao Noy, pero pronto se dio cuenta de que Chao Noy había cambiado su lealtad a Siam. Cuando Minh Mạng se enteró de que Chao Noy había cooperado con los siameses en la caída de Anouvong, el emperador vietnamita convocó a Chao Noy a Huế para pedirle explicaciones pero Chao Noy se había vuelto desafiante a Vietnam, negándose a ir. Tạ Quang Cự arrestó entonces a Chao Noy y lo llevó a Huế, donde Chao Noy fue ejecutado por corte lento en 1829 por orden de Minh Mạng. Muang Phuan-Xiangkhouang quedó entonces bajo control directo vietnamita como provincia de Trấn Ninh. Tạ Quang Cự fue nombrado gobernador de Nghệ An y Hà Tĩnh -zona de primera línea de Vietnam contra Laos-Siam. Minh Mạng también nombró a Chao San, un pariente lejano de Chao Noy, como gobernante títere de Muang Phuan.

### Rebelión de Lê Văn Khôi
El caudillo Lê Văn Duyệt ocupó el cargo de Gia Định Thành o gobernador de Saigón desde 1820 hasta su muerte en 1832. y, durante su mandato, había sido el ministro más poderoso de Vietnam del Sur, ostentando también influencia sobre Camboya. Bajo su mandato, Lê Văn Duyệt permitió a los inmigrantes chinos prosperar en sus oficios y a los vietnamitas del sur cristianos disfrutar de su libertad religiosa. Era popular y la personificación del propio sur de Vietnam.. Sin embargo, esto chocaba con la firme política confucianista de Minh Mạng. Minh Mạng consideraba el sur de Vietnam como una región autónoma rebelde en la que se permitían y toleraban las importaciones ilegales de opio por parte de inmigrantes chinos y el cristianismo. Minh Mạng intentó entonces desmantelar este aparato regional autónomo. En 1831, Minh Mạng nombró a sus propios funcionarios Nguyễn Văn Quế como gobernador de la provincia de Gia Định (Saigón) como parte de sus reformas administrativas para reorganizar Vietnam en tỉnh o provincias y también nombró a Bạch Xuân Nguyên como procurador de Saigón. Lê Văn Duyệt finalmente murió en 1832 y esto dio pretexto a Minh Mạng para deshacer aún más los legados de Lê Văn Duyệt.. El cargo autónomo de Gia Định Thành fue abolido en favor de gobernadores provinciales nombrados por el gobierno central. Minh Mạng prohibió el cristianismo en enero de 1833 y sacerdotes católicos occidentales, misioneros y cristianos vietnamitas fueron arrestados y perseguidos. Los sacerdotes franceses, entre ellos el padre Régéreau y Jean-Louis Taberd, huyeron a Siam. Bạch Xuân Nguyên informó a Minh Mạng en Huế de que el recientemente fallecido Lê Văn Duyệt se había corrompido y había abusado de sus poderes. Minh Mạng instituyó entonces castigos póstumos para Lê Văn Duyệt desenterrando su cadáver de la tumba para enlatarlo. Tres generaciones de la familia de Lê Văn Duyệt fueron ejecutadas y sus seguidores fueron detenidos y castigados en la purga política a gran escala del sur de Vietnam.

Joseph Marchand fue encontrado implicado en la revuelta pro-cristiana de Lê Văn Khôi por el gobierno de Nguyen. Fue ejecutado por corte lento y martirizado en Thợ Đúc cerca de Huế en 1835.

Lê Văn Khôi, hijo adoptivo de Lê Văn Duyệt, se sublevó contra Minh Mạng en abril de 1833. Los rebeldes asesinaron a los funcionarios de Minh Mạng, entre ellos Nguyễn Văn Quế y Bạch Xuân Nguyên, gobernadores de Saigón. Los rebeldes de Lê Văn Khôi se hicieron con el control de Saigón y ganaron un gran número de adeptos en el sur de Vietnam, especialmente los cristianos. En 1833, Lê Đại Cương (conocido en las crónicas tailandesas y Ong Chan Bia) había estado ocupando el cargo de tổng đốc o gobernador de las provincias de An Giang y Hà Tiên. y fue también bảo hộ o Protector de Camboya, ministro principal vietnamita en Camboya. Lê Đại Cương y otros comandantes intentaron retomar Saigón, pero fueron totalmente derrotados por los rebeldes, y el propio Lê Đại Cương tuvo que refugiarse en Camboya. Lê Văn Khôi se hizo rápidamente con el control de las seis provincias del sur de Vietnam, incluyendo Biên Hòa, Gia Định (Saigón), Định Tường (Mỹ Tho), Vĩnh Long (Long Hồ), An Giang (Châu Đốc) y Hà Tiên. Con los reveses iniciales, Minh Mạng asignó a toda una nueva tropa de comandantes dirigida por Tống Phước Lương, incluidos otros comandantes como Nguyễn Xuân y Trương Minh Giảng, para acabar con la rebelión de Lê Văn Khôi. Thái Công Triều de Châu Đốc, segundo al mando de Lê Văn Khôi, decidió desertar al ver el poderío de los ejércitos nguyen, lo que permitió a los nguyen imponerse. Debido a la deserción de Thái Công Triều, Lê Văn Khôi se vio obligado a retirarse a Saigón. Tống Phước Lương tuvo éxito contra los rebeldes, reconquistando todo el sur de Vietnam para Minh Mạng a finales de 1833, excepto la propia ciudadela de Saigón, donde se alzaba Lê Văn Khôi.
Casi derrotado, Lê Văn Khôi intentó conseguir ayuda siamesa enviando diputados a Siam, pero no tuvieron éxito, ya que fueron interceptados, lo que reveló una carta escrita por Lê Văn Khôi al rey siamés Rama III para pedir ayuda militar. Tal vez informado por los sacerdotes franceses que huían, Siam se enteró de los disturbios en el sur de Vietnam. El rey Rama III iba a aprovechar esta oportunidad para desmantelar la influencia vietnamita en Camboya y posiblemente tomar el control de Vietnam del Sur. En la década de 1830, Siam consideraba a Vietnam un rival geopolítico más que un aliado establecido. En palabras de las crónicas tailandesas: "Cuando Ong Chan se rebeló, Vietnam le apoyó. Cuando Anou se rebeló, Vietnam también le apoyó y le escoltó hasta su restauración. También lo hacen en Camboya, restringiendo los territorios tailandeses e impulsándose como Duc Hoang De". Al rey siamés no le gustaba que los gobernantes vietnamitas se autodenominaran Hoàng đế o emperadores. Rama III inició la campaña siamesa para llevar al príncipe Ang Em al trono camboyano y tomar Saigón.

## Preparativos

### Preparativos siameses
El rey Rama III organizó las fuerzas siamesas en las siguientes rutas:
- Chao Phraya Bodindecha dirigiría[27][28] un ejército terrestre de 40.000 hombres para llevar a los príncipes Ang Em y Ang Duong a Camboya y proceder a la toma de Saigón.
- Chao Phraya Phraklang dirigiría una flota de galeras de 10.000 hombres para atacar Hà Tiên y converger con el ejército de tierra en Saigón.
- Phra Mahathep Pom y Phra Ratchawarin Kham atacarían Xiangkhouang y la provincia de Nghệ An a través de la meseta de Khorat y Laos.[2][13]

## Campañas militares

### Invasión siamesa de Camboya

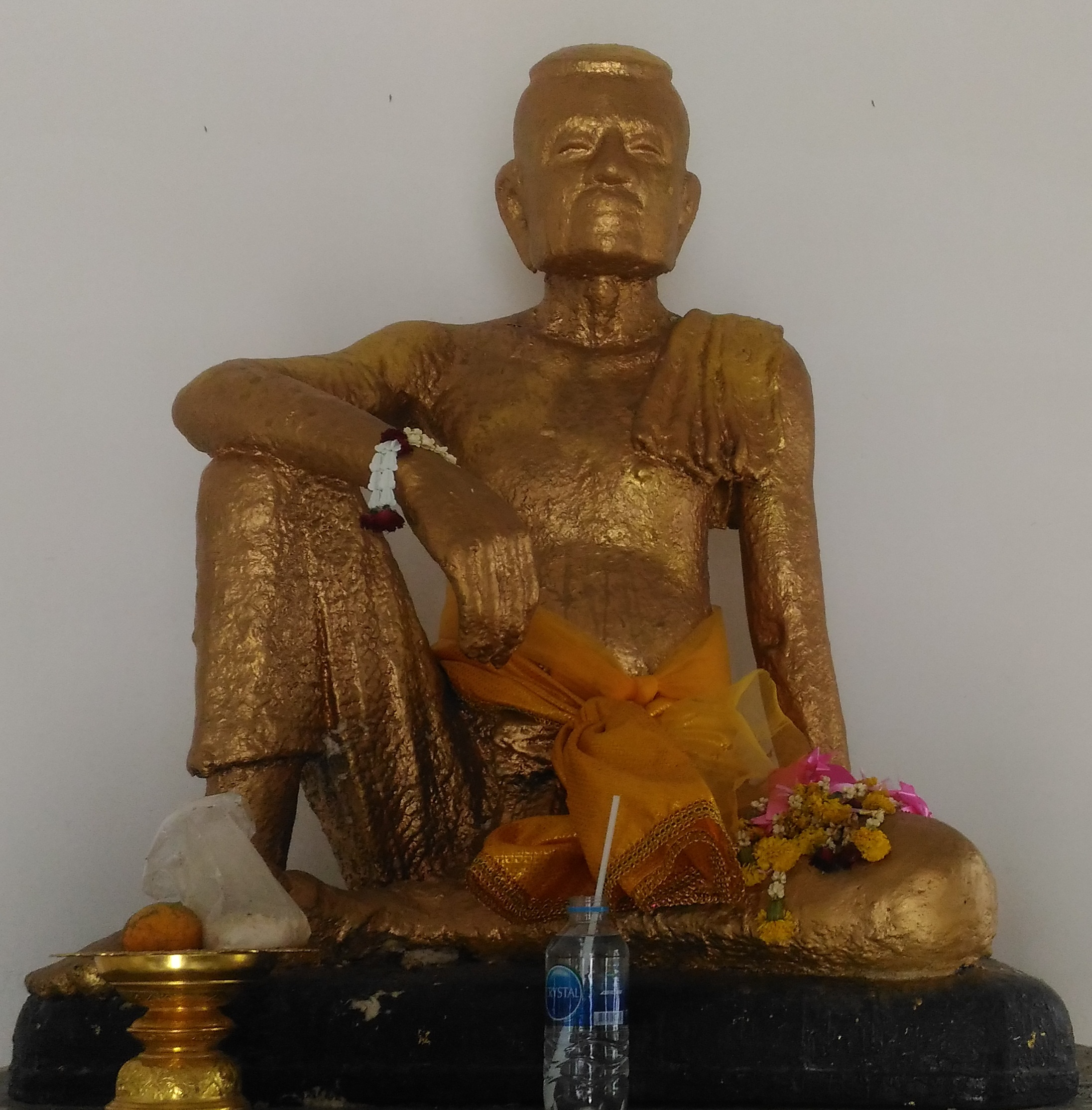
Chaophraya Bodindecha, the Siamese commander-in-chief

El rey Nangklao o rey Rama III envió fuerzas siamesas a invadir Camboya por tierra y mar con el fin de derrocar la influencia vietnamita en Camboya, instalando en el trono camboyano a los candidatos pro siameses Ang Em y Ang Duong, con lo que Camboya pasaría a estar bajo dominio siamés. De tener éxito, las fuerzas siamesas debían continuar invadiendo el sur de Vietnam para apoyar a los rebeldes de Lê Văn Khôi en el delta del Mekong.  Si fracasaban, los comandantes siameses debían despoblar Camboya "convirtiendo Camboya en un bosque", imponiendo la deportación de camboyanos a Siam, para evitar que Vietnam utilizara Camboya como amenaza geopolítica para Siam.
Las tres divisiones siamesas abandonaron Bangkok el mismo día, el 23 de noviembre de 1833. Figuras camboyanas pro siamesas, entre ellas Preah Angkeo Ma y Oknha Kas, antiguo gobernador de Pursat, que se habían refugiado en Siam, también se unieron a la principal división terrestre siamesa al mando de Chaophraya Bodindecha. El rey Ang Chan de Camboya, al enterarse de la invasión siamesa, encargó a Oknha Chakrey Long que organizara las fuerzas camboyanas para resistir a los siameses. Sin embargo, Chakrey Long sólo pudo reunir una tropa de 300 hombres en poco tiempo. La columna principal de Chao Phraya Bodindecha, dirigida por tropas de choque con un gran número de elefantes de guerra, marchó desde Battambang para tomar Pursat y Kampong Chhnang. Oknha Chakrey Long dirigió el ejército camboyano contra fuerzas de vanguardia siamesas de 5.000 hombres en la batalla de Kampong Cham en diciembre de 1833. Chakrey Long fue derrotado y huyó a Ba Phnum. Un gran número de camboyanos, asustados a la vista de los ejércitos invasores siameses, simplemente huyeron y se refugiaron en las selvas.
Tras la derrota de Chakrey Long, el rey Ang Chan y su corte huyeron de Phnom Penh el 31 de diciembre a la Cochinchina, bajo tratamiento siamés. Es de suponer que Ang Chan pretendía llegar a Saigón, como había hecho anteriormente en 1811, pero Saigón estaba entonces ocupada por los rebeldes de Lê Văn Khôi, por lo que Ang Chan acabó en el Long Hồ, en la provincia de Vĩnh Long. Bodindecha luego marchó sus ejércitos a través de Camboya sin más resistencias. Chaophraya Bodindecha dejó príncipes Ang Em y Ang Duong para tomar el control en Phnom Penh con él mismo proceder a Ba Phnum.

### Invasión siamesa del sur de Vietnam: An Giang y Hà Tiên
La división naval siamesa de Phraklang llegó a Hà Tiên en enero de 1834. Los vietnamitas, preocupados por la rebelión de Lê Văn Khôi, no estaban preparados y los siameses tomaron rápidamente Hà Tiên. Phraklang navegó entonces con su flota río arriba por el Canal de Vĩnh Tế y también tomó rápidamente Châu Đốc en la provincia de An Giang. Bodindecha, que había llegado a Ba Phnum, envió a su cuñado Chao Phraya Nakhon Ratchasima para llevar 7.000 hombres hacia el este a través del distrito de Ba Phnum directamente a Saigón El propio Bodindecha se unió a Phrakhlang en Châu Đốc.
Vietnam tuvo que desviar sus fuerzas del frente rebelde de Saigón para enfrentarse a los invasores siameses. El emperador Minh Mạng y luego Nguyễn Xuân (conocido como Ong Tham Tai, por su posición de Tham tán Đại thần) y Trương Minh Giảng para contrarrestar las ofensivas siamesas en An Giang.

#### Batalla de Vàm Nao

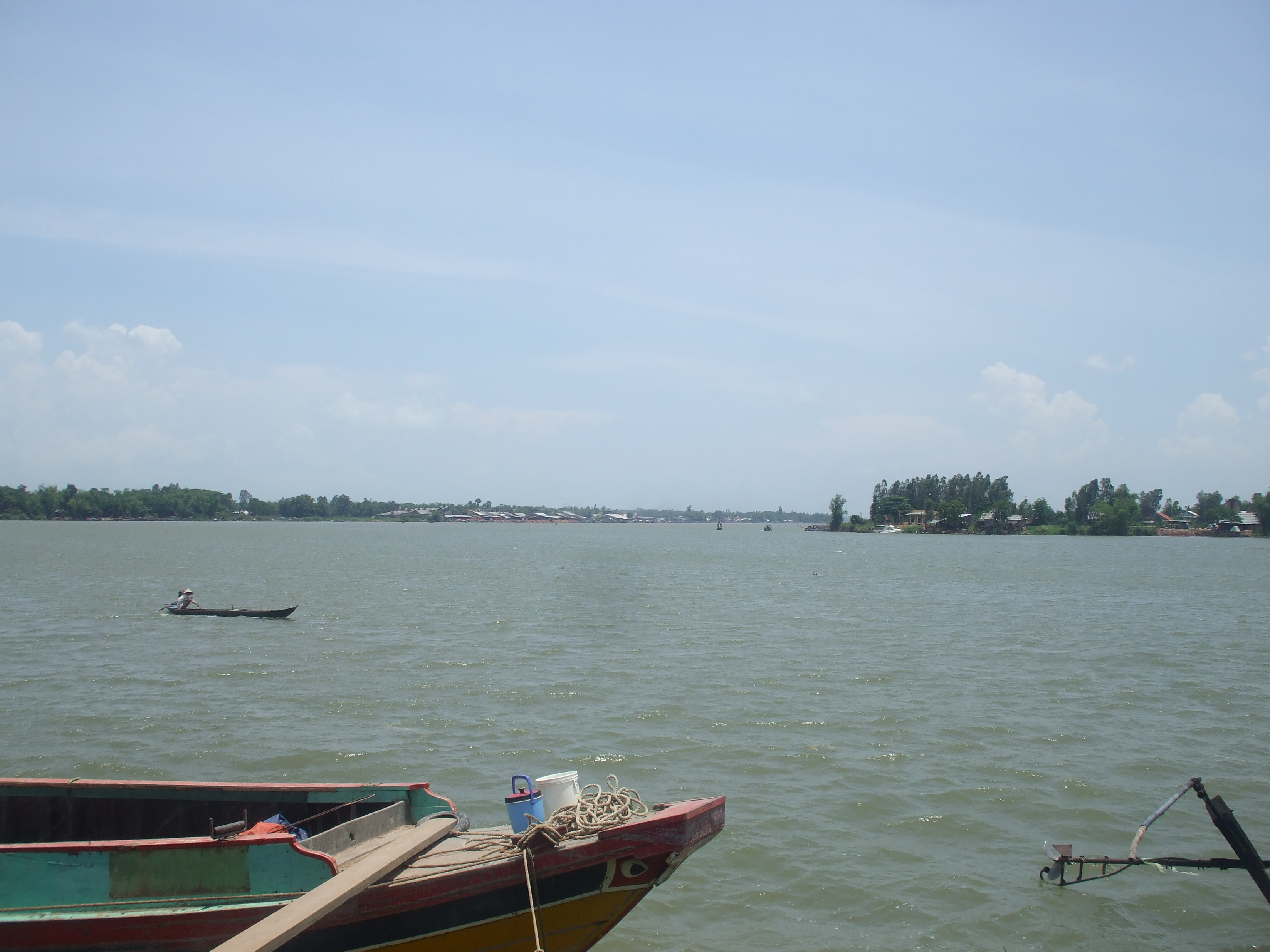
El moderno río Vàm Nao, en la provincia de An Giang, donde tuvo lugar la batalla de enero de 1834.

Para llegar a Saigón desde Châu Đốc, la flota siamesa tuvo que cruzar del río Bassac al Mekong a través del canal Vàm Nao. Chao Phraya Bodindecha unió su ejército a la flota de Phraklang y la enorme flota siamesa avanzó por el río Bassac y llegó al canal de Vàm Nao o canal de Thuận Cảng el 21 de enero de 1834, donde se encontró con la flota vietnamita al mando de Nguyễn Xuân. Se produjo la Batalla de Vàm Nao, que se prolongó durante diez días. Los siameses se impusieron inicialmente. Los vietnamitas se retiraron hacia el Mekong y los siameses siguieron atacando. Bodindecha ordenó a su flota desembarcar y atacar a los vietnamitas por tierra, pero fue rechazada por el oficial vietnamita Phạm Hữu Tâm. Sin embargo, los almirantes de la flota de Phraklang se negaron a enfrentarse a la flota vietnamita. El propio Phraklang tuvo que subir a un pequeño barco para animar a sus almirantes a atacar, pero fue en vano. Los refuerzos vietnamitas, incluidos más de 100 juncos de batalla, dirigidos por Tống Phước Lương el Tả tướng quân (Ong Tian Kun) o gran comandante de la campaña, llegó y el abrumador número de vietnamitas se enfrentó a los ejércitos de Bodindecha. Los siameses fueron incapaces de resistir a los vietnamitas, y tanto Bodindecha como Phraklang decidieron retirarse el 31 de enero o en febrero de 1834.

### Retirada siamesa y ofensivas vietnamitas
Después de la batalla de Vàm Nao, los siameses se retiraron a Châu Đốc el 2 de febrero de 1834. Los comandantes vietnamitas; Nguyễn Xuân (Ong Tham Tai), Lê Đại Cương (Ong Chan Bia) y Trương Minh Giảng, aprovecharon la victoria enviando una flota para seguir a los siameses y atacar Châu Đốc. Chao Phraya Bodindecha ordenó a los siameses disparar contra los vietnamitas que desembarcaban, lo que provocó que los cadáveres se amontonaran en la orilla del río. Phraklang se retiró entonces a Hà Tiên a través del canal Vĩnh Tế y se llevó a la población local de Banteai Meas, Kampot y Kampong Som para reasentarla en Chanthaburi. Las aguas del canal Vĩnh Tế eran demasiado poco profundas para que las galeras pudieran avanzar.
Phraklang ordenó entonces que algunas de las galeras fueran arrastradas por elefantes hasta Kampot. Sin embargo, los camboyanos se rebelaron y asesinaron a los mahouts, llevándose todos los elefantes. Como los vietnamitas seguían atacando Châu Đốc, Phrakhlang decidió abandonar Châu Đốc, retirarse de Camboya a Chantaburi y llevarse a toda la población local que encontrara en el camino de vuelta.
Oknha Chakrey Long, el comandante camboyano, que había huido a Ba Phnum, se reunió con Oknha Yumreach Hu, otro comandante camboyano que había estado organizando la resistencia local contra la incursión siamesa cerca de Prey Veng. Dos comandantes camboyanos, Chakrey Long y Yumreach Hu, mantienen entonces su posición en Prey Veng contra los siameses. Chao Phraya Nakhon Ratchasima y Phraya Ratchanikul, que habían conducido a las tropas siamesas desde Ba Phnum a Saigón, fueron emboscados por la fuerza de resistencia camboyana al mando de Oknhas Chakrey Long y Yumreach Ho en Smaong (Phumi Smaong, Svay Antor, provincia de Prey Veng). Los dos comandantes siameses se dieron cuenta entonces de que las principales fuerzas siamesas ya se habían retirado. Los comandantes siameses Nakhon Ratchasima y Ratchanikul regresaron al Mekong, pero se encontraron con que todos los barcos para cruzar el río habían desaparecido, por lo que construyeron un puente de pontones para cruzar. La disensión interna hizo que algunos comandantes del contingente abandonaran el grupo del ejército y marcharan hacia el norte a lo largo del Mekong, donde fueron masacrados. Chao Phraya Nakhon Ratchasima y Phraya Ratchanikul cruzaron finalmente el Mekong y se enfrentaron a los insurgentes camboyanos.
Los vietnamitas reconquistaron Châu Đốc y Hà Tiên. Bodindecha dio instrucciones a los príncipes Ang Em y Ang Duong en Phnom Penh para que destruyeran la ciudadela, quemaran la ciudad y marcharan todos los habitantes a Battambang. Sin embargo, estallaron revueltas contra los invasores siameses en Phnom Penh y el resto de Camboya bajo el liderazgo coordinado de dos magistrados jemeres, Chakrey Long y Yumreach. Todos los demás actos hostiles de Siam encontraron una resistencia masiva. Los siameses quemaron el palacio real camboyano de Phnom Penh, demolieron las murallas de la ciudad y saquearon todo lo que pudieron. Bodindecha y los dos príncipes camboyanos se retiraron entonces hacia Siam. Al fracasar en su campaña, los siameses iban a convertir Camboya en selva, deportando a Siam a más de mil camboyanos. Las fuerzas vietnamitas y camboyanas al mando de Nguyễn Xuân, Lê Đại Cương, Trương Minh Giảng y Chakrey Long persiguieron a los siameses en su retirada adentrándose en Camboya. Bodindecha llegó a Pursat el 15 de febrero y luego se retiró más hacia Battambang, en poder de los siameses. Chao Phraya Bodindecha ordenó a Chao Phraya Nakhon Ratchasima y Phraya Ratchanikul que se retiraran a Nakhon Ratchasima.
En 1834, el virrey Trương Minh Giảng y su rey vasallo, Ang Chan, regresaron a Phnom Penh. Se había establecido el dominio vietnamita en Camboya. El rey Ang Chan otorgó a Oknha Chakrey Long el cargo de Chauvea Tolaha o Primer Ministro y a Oknha Yumreach Hu el cargo de Samdach Chauponhea.

## Frentes del Norte
Phra Mahathep Pom y Phra Ratchawarin Kham llegaron a sus respectivos destinos en enero de 1834. Phra Mahathep Pom se estacionó en Nakhon Phanom y Phra Ratchawarin Kham en Nongkhai. Phra Mahathep Pom dirigió un ejército siamés para atacar la ciudad laosiana de Mahaxay, que había estado bajo dominio vietnamita. A continuación, procedió a atacar las comunidades Phu Thai de la actual provincia de Savannakhet, incluyendo Muang Pong, Muang Phalan y Muang Champhone. Los siameses reubicaron a los Phu Thai en lo que hoy es la provincia de Nakhon Phanom y sus alrededores.

### Conquista siamesa de Muang Phuan
Tras la ejecución de Chao Noy de Muang Phuan en Huế en 1829, Minh Mạng nombró a Chao San, un príncipe de la dinastía real Phuan, nuevo gobernante títere de Muang Phuan bajo control vietnamita. Muang Phuan había estado bajo gobierno vietnamita directo como provincia de Trấn Ninh. Phra Ratchawarin Kham y Phra Patumthewa, gobernador de Nongkhai, enviaron mensajes secretos a Chao San, instándole a desertar al bando siamés. Chao San, desilusionado con el dominio vietnamita, decidió unirse al bando siamés. Phra Ratchawarin Kham dirigió al ejército siamés para capturar Muang Phuan, derrotando y masacrando a las fuerzas de ocupación vietnamitas allí presentes. Las fuerzas vietnamitas en Muang Phuan se quedaron sin apoyo ya que Tạ Quang Cự el gobernador de las provincias adyacentes Nghệ An y Hà Tĩnh fue enviado lejos para reprimir la Rebelión de Nông Văn Vân en el mismo año.
Muang Phuan, como estado tributario de Siam, estaba demasiado lejos de la influencia siamesa y era difícil de defender. Siam propuso que Muang Phuan y su población fueran evacuados para evitar las represalias vietnamitas. Chao San, el gobernante de Muang Phuan, accedió a evacuar a 4.000 familias de su pueblo a través del Mekong hacia el oeste. Sin embargo, pronto se enteraron de que Siam tenía la intención de deportarlos más al interior de Siam Central. Siam disolvió por completo el Reino de Muang Phuan. Casi todo el pueblo Phuan de Muang Phuan fue reubicado a la fuerza. a las provincias de Nan, Sukhothai, Uttaradit y Phitsanulok. provincias, y Muang Phuan quedó en gran parte desierta. Según un estudio reciente de 2015, algunos de los desplazados de Phuan llegaron a las provincias camboyanas de Banteay Meanchey y Battambang, donde se les identifica erróneamente como Liao (laosianos) en lugar de Phuan.

## Secuelas y preludio de la guerra de 1841-1845

### Anexión vietnamita de Camboya
Las fuerzas siamesas se habían retirado de Camboya en febrero de 1834, manteniendo su posición en Battambang. Minh Mạng asignó a Ong Chan Bia Lê Đại Cương traer al rey camboyano Ang Chan a Phnom Penh en abril de 1834. Ang Chan ascendió a sus meritorios súbditos Oknha Chakrey Long, que desempeñó un papel crucial en la expulsión de los siameses, al cargo de Chauvea Tolaha o Primer Ministro y a Oknha Yumreach Hu a Samdech Chauponhea. Tras expulsar con éxito a los siameses, Vietnam ocupó Camboya. Tropas vietnamitas de 5.000 hombres fueron destacadas en Phnom Penh y entrenadas. Minh Mạng promoted Nguyễn Xuân to the position of Tả tướng quân and Trương Minh Giảng to governorship of An Giang and Hà Tiên provinces, also in charge of Cambodia, replacing Lê Đại Cương.

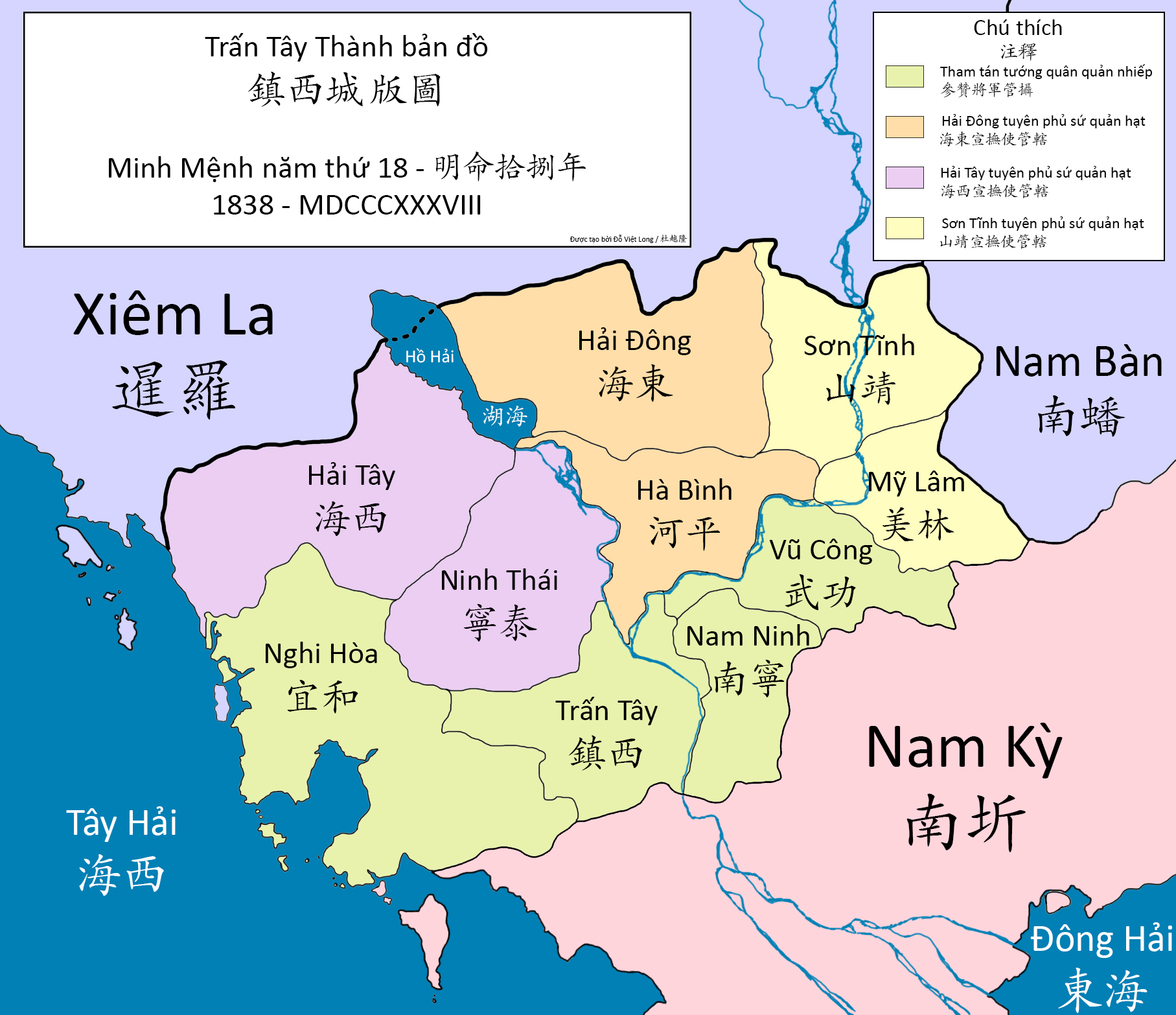
Map of Cambodia as Vietnam-occupied Trấn Tây Province

A mediados de 1834, Trương Minh Giảng solicitó a Minh Mạng la anexión de Camboya al dominio directo vietnamita. El rey Ang Chan de Camboya murió en enero de 1835. Ang Chan no dejó herederos varones, pero cuatro hijas Ang Pen (La madre de Ang Pen era Neak Neang Tep, hija de Chaophraya Aphaiphubet, gobernador pro siamés de Battambang fallecido en 1809), Ang Mey, Ang Peou y Ang Snguon, todos nacidos de madres diferentes. Los hermanos pro siameses de Ang Chan, los príncipes Ang Em y Ang Duong, estaban bajo custodia y tutela siamesa en Battambang. Minh Mạng estableció entonces la Trấn Tây Province (鎮西) o Comandancia del Oeste sobre Camboya en 1835 para someter a Camboya a un gobierno directo. En mayo de 1835, Minh Mạng confirió a la princesa Ang Mey el título de Quận chúa (郡主) como Reina regente de Camboya, la primera y única gobernante mujer de la historia de Camboya, como gobernante títere sin poderes reales. Minh Mạng pasó por alto a la princesa Ang Pen la hija mayor debido a su aparente conexión siamesa. Mientras tanto, Minh Mạng invistió a Trương Minh Giảng con el título Trấn Tây tướng quân (chữ Hán: 鎮西將軍) como comandante supremo en Camboya con Lê Đại Cương como Tham tán đại thần o consejero. La ciudad real camboyana de Phnom Penh fue rebautizada como Nam Vang. Los gobernadores y funcionarios vietnamitas se instalaron en Camboya y los mandarines camboyanos nativos quedaron con un poder mínimo.
Tras repeler a los invasores siameses y consolidar el dominio en Camboya, la corte Nguyen pudo finalizar el sometimiento de los rebeldes de Lê Văn Khôi. Lê Văn Khôi murió de enfermedad en Saigón en diciembre de 1834, dejando el liderazgo a Nguyễn Văn Trắm. En septiembre de 1835, Nguyễn Xuân dirigió a las fuerzas nguyen para recapturar con éxito Saigón. Miles de rebeldes y simpatizantes fueron asesinados y enterrados en fosas comunes. Los líderes rebeldes, incluido el sacerdote francés Joseph Marchand que fue sorprendido entre los rebeldes, fueron detenidos y llevados a Huế para ser brutalmente ejecutados. La tumba de Lê Văn Duyệt fue destruida y arrasada. Nguyễn Xuân, el principal general vietnamita que derrotó tanto a los siameses como a los rebeldes, murió a finales de 1835, dejando a Trương Minh Giảng como el principal meritorio oficial poderoso de Vietnam del Sur.

### Recuperación siamesa
Tras la retirada, Chaophraya Bodindecha y sus fuerzas siamesas permanecieron en Battambang, ocupada por Siam. El rey Rama III o rey Nangklao nombró al príncipe Ang Em gobernador de Battambang y a Ang Duong gobernador de Mongkolborey, dando a los príncipes camboyanos la impresión de que gobernaban al menos algunas partes de Camboya. ฺBodindecha y las fuerzas siamesas abandonaron Battambang para regresar a Bangkok en mayo de 1834. Los siameses quedaron tan impresionados por los grandes buques de guerra vietnamitas que el rey Nangklao ordenó la construcción de ochenta buques de guerra al estilo vietnamita en diciembre de 1834.
Siam esperaba ataques ofensivos de total represalia por parte de Vietnam. Siam fortificó su defensa contra Vietnam, se reforzó y se preparó para futuras campañas. En diciembre de 1834, el rey Rama de Siam envió a Chaophraya Phrakhlang a fortificar Chanthaburi. Phrakhlang trasladó la ciudad de Chanthaburi cinco kilómetros hacia las tierras altas para mejorar el emplazamiento defensivo y construyó el fuerte Noenwong (en tailandés: ป้อมเนินวง) allí. El rey Rama también ordenó la renovación de Chachoengsao murallas de la ciudad y la construcción de un nuevo fuerte llamado Khong Kraphan Fort (en tailandés: ป้อมคงกระพัน) en el Phra Samut Chedi, Samut Prakarn. Con la desaparición del rey camboyano Ang Chan a principios de 1835 y el advenimiento del dominio vietnamita, un grupo de nobles camboyanos Oknha envió una carta secreta a Bangkok, instando al regreso de los príncipes camboyanos Ang Em y Ang Duong. Siam aún no se había recuperado de sus pérdidas, por lo que el rey siamés envió a Phraya Ratchasuphawadi Ng To a establecer una línea de suministro en Prachinburi y Krabinburi de camino a Camboya. En 1835, un grupo de espías siameses fueron capturados cerca de Hà Tiên por Vietnam, lo que llevó a un funcionario vietnamita en Hà Tiên a enviar una carta a Phrakhlang en Chanthaburi, declarando intenciones reconciliadoras, pero fue sospechosamente vista como una pretensión por los Phrakhlang.
La anexión siamesa del reino laosiano de Vientián le permitió acceder a vastos recursos de mano de obra en la región de Isan-Laos. En 1836, el rey Rama III ordenó a Chaophraya Bodindecha, Phraya Maha-amat (antes Phra Mahathep Pom) y Phra Phirenthorathep (antes Phra Ratchawarin Kham) que realizaran un censo de mano de obra en las zonas de Camboya controladas por Siam y en la región laosiana de Khorat Plateau. con el fin de evaluar la mano de obra disponible para futuros conflictos militares con Vietnam. Siam trató de fortalecer Battambang como su propia base política. El rey Nangklao ordenó a Bodindecha fortificar Battambang. Chaophraya Bodindecha fue a Battambang en febrero de 1837 y trasladó la ciudad de Battambang desde Baset al emplazamiento actual en el río Sangkae, construyendo allí una nueva ciudad-fortaleza. En febrero de 1839, Phraya Ratchasuphawadi fue enviado a renovar y fortificar la ciudad de Siemreap. Battambang y Siemreap se encontraban en la parte del noroeste de Camboya controlada por los siameses.

### Guerra de 1840–1841
El príncipe Ang Em, gobernador de Battambang, decidió desertar al bando vietnamita en noviembre de 1838. Detuvo a funcionarios siameses en Battambang y, junto con sus habitantes, los deportó para que se unieran a Trương Minh Giảng en Phnom Penh con la esperanza de que Vietnam le nombrara rey de Camboya. Sin embargo, Trương Minh Giảng arrestó al príncipe Ang Em y lo envió a Huế. Este incidente inició nuevos conflictos. Chao Phraya Bodindecha se apresuró a llevar ejército a Battambang para aplacar la situación. En 1840, la princesa Ang Baen fue descubierta colaborando con los siameses. Minh Mạng perdió completamente la confianza en las princesas camboyanas. La reina Ang Mey y sus hermanas fueron degradadas de estatus. Ang Baen fue condenada a muerte por ahogamiento en Long Hồ. Ang Mey y el resto de sus hermanas fueron llevadas a Poulo Condore para ser encarceladas.
En 1840, los mandarines nativos camboyanos se levantaron contra sus señores vietnamitas y masacraron a muchos funcionarios vietnamitas en la Rebelión camboyana (1840). El gobernador camboyano de Pursat se dirigió a Chao Phraya Bodindecha en Battambang solicitando el apoyo siamés contra Vietnam. Esto condujo a una nueva ronda de conflictos: la Guerra Siamés-Vietnamita de 1841-1845.